# Diaparsis americana
Diaparsis americana är en stekelart som först beskrevs av Charles Thomas Brues 1916.  Diaparsis americana ingår i släktet Diaparsis och familjen brokparasitsteklar. Inga underarter finns listade i Catalogue of Life.